# Liste der Italienischen Handballmeister

## Italienische Meister im Handball (Männer)
Mit der Spielzeit 1969/1970 nahm der neu gegründete italienische Handballverband (Federazione Italiana Giuoco Handball, kurz FIGH) den Spielbetrieb auf.
Die Meister werden in der Serie A d'Elite als oberster Spielklasse ermittelt. Acht Mannschaften sind zugelassen. Die Punkte aus der ersten Runde mit Hin- und Rückspiel werden in die zweite Runde mitgenommen, in der alle Mannschaften erneut in nur einem Spiel aufeinandertreffen. Nach dieser fase ad orologio ermitteln die vier punktbesten den Meister (Poule Scudetto), die anderen vier den Absteiger (Poule Retrocessione), jeweils mit Hin- und Rückspiel und unter Anrechnung der bis dahin erzielten Punkte.
Die folgenden Mannschaften haben seit 1970 den italienischen Meistertitel im Handball errungen:
- 1969/70: Buscaglione Rom
- 1970/71: Genovesi Rom
- 1971/72: CUS Verona
- 1972/73: Esercito Rom
- 1973/74: Rosmini Rovereto
- 1974/75: Volani Rovereto
- 1975/76: Duina Trieste
- 1976/77: Duina Trieste
- 1977/78: Volani Rovereto
- 1978/79: Cividin Trieste
- 1979/80: Volani Rovereto
- 1980/81: Cividin Trieste
- 1981/82: Cividin Trieste
- 1982/83: Cividin Trieste
- 1983/84: Cierre Scafati
- 1984/85: Cividin Trieste
- 1985/86: Cividin Trieste
- 1986/87: Ortigia Siracusa
- 1987/88: Ortigia Siracusa
- 1988/89: Ortigia Siracusa
- 1989/90: Cividin Trieste
- 1990/91: SSV Forst Brixen
- 1991/92: SSV Forst Brixen
- 1992/93: Pallamano Trieste
- 1993/94: Pallamano Trieste
- 1994/95: Pallamano Trieste
- 1995/96: Pallamano Trieste
- 1996/97: Pallamano Trieste
- 1997/98: Pallamano Prato
- 1998/99: Pallamano Prato
- 1999/00: Pallamano Trieste
- 2000/01: Pallamano Trieste
- 2001/02: Pallamano Trieste
- 2002/03: Papillon Conversano
- 2003/04: Pallamano Conversano
- 2004/05: SC Torggler Group Meran
- 2005/06: Indeco Conversano
- 2006/07: Italgest Salento d´Amare Casarano
- 2007/08: Italgest Salento d´Amare Casarano
- 2008/09: Italgest Salento d´Amare Casarano
- 2009/10: Pallamano Conversano
- 2010/11: Pallamano Conversano
- 2011/12: SSV Bozen Loacker
- 2012/13: SSV Bozen Loacker
- 2013/14: Junior Fasano
- 2014/15: SSV Bozen Loacker
- 2015/16: Junior Fasano
- 2016/17: SSV Bozen Loacker
- 2017/18: Junior Fasano
- 2018/19: SSV Bozen Loacker
- 2020/21: Pallamano Conversano
- 2021/22: Pallamano Conversano
- 2022/23: Junior Fasano

### Die erfolgreichsten Mannschaften
- 01. Pallamano Trieste (17 ×, Duina / Cividin / Pallamano)
- 02. Pallamano Conversano (7 ×, Papillon / Indeco)
- 03. SSV Bozen Loacker (5 ×)
- 04. Pallamano Rovereto (4 ×, Rosmini / Volani)
- 04. Junior Fassano (4 ×)
- 06. Ortigia Siracusa (3 ×)
- 06. Rom (3 ×: Buscaglione, Genovesi, Esercito)
- 06. Handball Casarano (3 × Italgest Salento d´Amare)
- 09. Pallamano Prato (2 ×)
- 09. SSV Forst Brixen (2 ×)
- 11. SC Meran (1 ×, Torggler Group)
- 11. Cierre Scafati (1 ×)
- 11. CUS Verona (1 ×)

## Weblink
- Seite der FIGH